# Callers of Newcastle
De Callers of Newcastle was een eenmalig golftoernooi in 1977 dat deel uitmaakte van de Europese PGA Tour.
Het toernooi werd van 28 juni tot en met 3 juli gespeeld op de Whitley Bay Golf Club in Tyne and Wear in noordoost Engeland. John Fourie was met een ronde van 66 begonnen, hetgeen het toernooirecord bleef. Het toernooi eindigde in play-off waarbij hij Peter Butler uit Birmingham,  Ángel Gallardo uit Spanje en  Tommy Horton uit Jersey versloeg. Allen  hadden een totaalscore van 282 (-6). De hoofdprijs was € 7.000.

## Trivia
Callers was een meubelwinkel in de Northumberland Street in Newcastle. De winkel werd in 1897 opgericht. In 1969 vloog de kerstversiering in de etalage in brand en daarna het hele gebouw. De winkel werd tijdelijk verhuisd terwijl het oorspronkelijke gebouw herbouwd werd. In 1971 werd het gebouw weer in gebruik genomen. Callers bood Arthur Grey, de burgemeester van Newcastle, in 1972 een klokkentoren aan ter viering van hun 75-jarig bestaan. Ongeveer tien jaar later werd de winkel gesloten. 
Abama Open de Canarias ·
AGF Open ·
Allianz Open de Lyon ·
Andalucia Masters ·
ANZ Kampioenschap ·
Argentijns Open ·
Atlantic Open ·
Australian Masters ·
Ballantine's Kampioenschap ·
Barcelona Open ·
Belgisch Open ·
Benson & Hedges International Open ·
BMW Asian Open ·
Brazil Rio de Janeiro 500 Years Open ·
Brazil São Paulo 500 Years Open ·
British Masters ·
Callers of Newcastle ·
Cannes Open ·
Car Care Plan International ·
Castelló Masters ·
Celtic International ·
Dimension Data Pro-Am ·
Double Diamond International ·
Duits Open ·
El Bosque Open ·
El Paraiso Open ·
Engels Open ·
Epson Grand Prix of Europe ·
Estoril Open ·
Extremadura Open ·
German Masters ·
Girona Open ·
Glasgow Open ·
Great North Open ·
Greater Manchester Open ·
Greg Norman Holden International ·
GSI L'Equipe Open ·
Heineken Classic ·
Honda Open ·
Indian Masters ·
Indonesian Open ·
Iskandar Johor Open ·
Jersey Open ·
John Player Classic ·
John Player Trophy ·
Johnnie Walker Classic ·
Kerrygold International Classic ·
Kronenbourg Open ·
Lawrence Batley International ·
Madrid Masters ·
Madrid Open ·
Mallorca Open ·
Marokkaans Open ·
Martini International ·
Match Play Championship ·
Merseyside International Open ·
Monte Carlo Open ·
Murphy's Cup ·
Nelson Mandela Championship ·
New Zealand Open ·
Newcastle Brown "900" Open ·
NH Collection Open ·
Nordic Open ·
North West of Ireland Open ·
Oki Pro-Am ·
Open Catalonia ·
Open de Andalucía ·
Open de Baleares ·
Open de Sevilla ·
Open Mediterrania ·
Open Novotel Perrier ·
Penfold Tournament ·
Perth International Golf Championship ·
Piccadilly Medal ·
PLM Open ·
Portugees Open ·
Roma Masters ·
Saint-Omer Open ·
Sanyo Open ·
Sarazen World Open ·
Scandinavian Enterprise Open ·
Schots PGA Kampioenschap ·
Siciliaans Open ·
Singapore Masters ·
Skol Lager Individual ·
TCL Classic ·
Tenerife Open ·
The Championship at Laguna National ·
The Heritage ·
Timex Open ·
TPC of Europe ·
Trophée Lancôme ·
Tunesisch Open ·
Turespaña Masters ·
Uniroyal International Championship ·
Vodacom Players Championship ·
Volvo Golf Champions ·
Volvo Open ·
W.D. & H.O. Wills Tournament ·
Wang Four Stars ·
Welsh Golf Classic